# Edificio del gobierno de Liechtenstein
El edificio del Gobierno de Liechtenstein es un edificio situado en Vaduz, capital de Liechtenstein, que es la sede del gobierno y, hasta 2008, también del parlamento (Landtag). Se inauguró el 28 de diciembre de 1905.

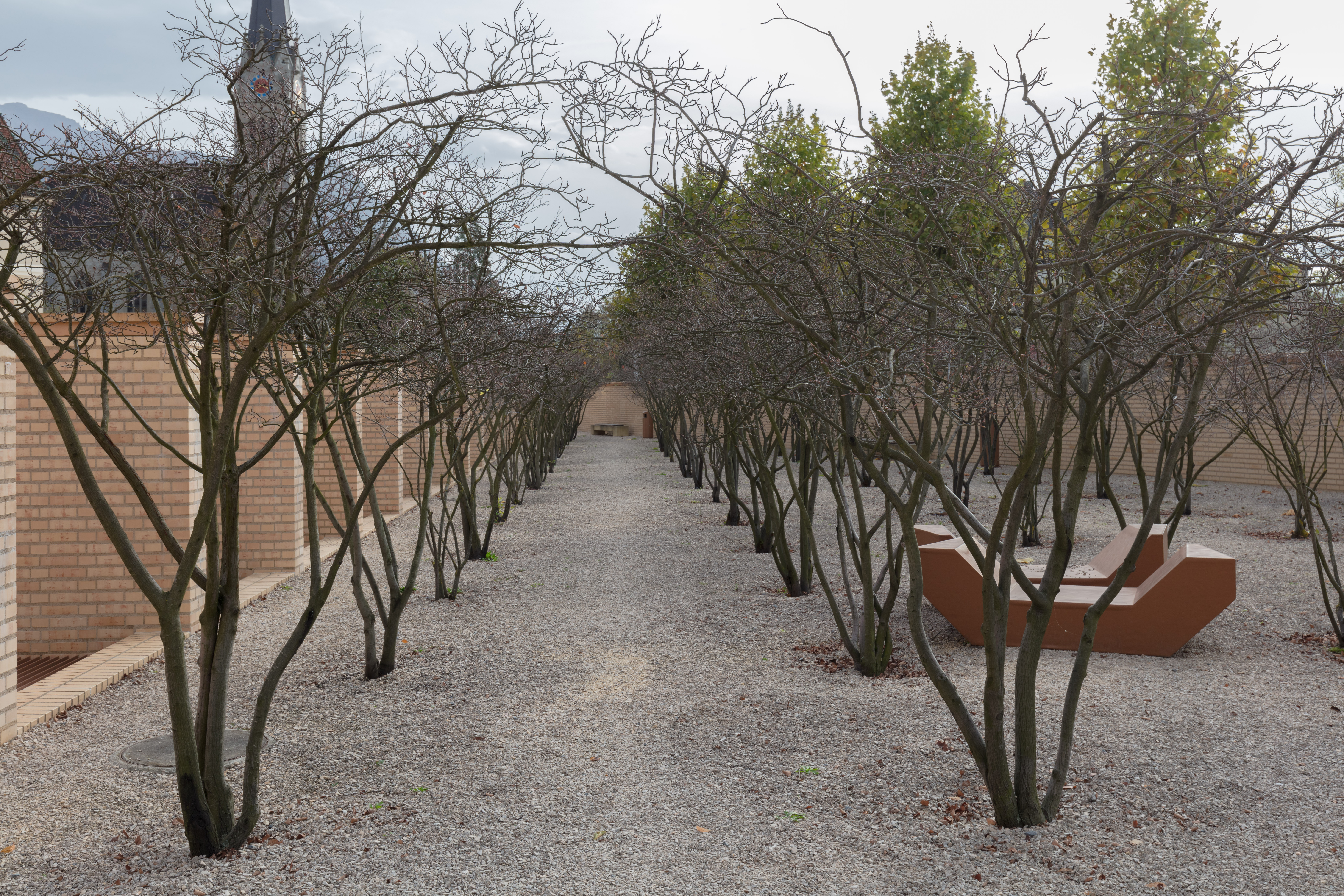
Jardín frente al edificio gubernamental

El edificio fue construido entre los años 1903 y 1905, y su inauguración tuvo lugar el 28 de diciembre de 1905. La construcción se creó para concentrar en un solo lugar todas las oficinas e instituciones del gobierno de Liechtenstein, que anteriormente se encontraban repartidas en varios edificios. Desde el momento de su inauguración, el edificio también sirvió como sede del parlamento (denominado Landtag), que anteriormente se encontraba en el llamado Standehaus. En 2008, el Landtag se trasladó a una nueva sede, que se construyó junto al edificio del gobierno.
Es un edificio representativo, de dos plantas, construido en estilo neorrenacentista. El autor del proyecto fue Gustav Ritter von Neumann. Se encuentra en el centro de Vaduz, concretamente en Peter-Kaiser-Platz. En 1992, el edificio fue declarado monumento. El edificio se suele llamar "Grosse Haus".